# Hedžetnebu
| T3 | I10 · N5 | t | S12 |

| T3 | I10 · N5 | t | S12 |

Hedžetnebu byla egyptská princezna z 5. dynastie. Její otec byl faraon Džedkare.

## Život
Hedžetnebu byla pohřbena v hrobce v Abúsíru. Kosterní pozůstatky ukazují, že zemřela štíhlá ve věku 18–19 let. Hedžetnebu byla sestra princezny Chekeretnebti, která byla pohřbena v nedaleké hrobce. Důkazy ukazují, že hrobka Chekeretnebti byla postavena první a až poté byla postavena hrobka Hedžetnebu.